# Кобург (район)
Кобург (нем. Coburg) — район в Германии, в административном округе Верхняя Франкония Республики Бавария. Центр района — город земельного подчинения Кобург, официально в состав района не входит. Региональный шифр — 09 473. Регистрационные номера транспортных средств (нем. Kraftfahrzeugkennzeichen) — CO, NEC Архивная копия от 20 августа 2016 на Wayback Machine.
По данным на 31 декабря 2015 года / 31 декабря 2015 года:
- территория — 59 046,88 га;[3]
- население — 86 599 чел.;[1]
- плотность населения — 146.86 чел./км²;
- землеобеспеченность с учётом внутренних вод — 6809 м²/чел.

## Население
По оценке на 31 декабря 2015 года население района Кобург составляет 86 599 чел. 

| Дата      | 1840  | 1871  | 1900  | 1925  | 1939  | 1950  | 1961  | 1970  | 1987  | 2011  |
| --------- | ----- | ----- | ----- | ----- | ----- | ----- | ----- | ----- | ----- | ----- |
| Население | 33487 | 39151 | 45169 | 51298 | 53336 | 79307 | 80676 | 85161 | 82033 | 87775 |

| Год       | 1960  | 1970  | 1980  | 1990  | 2000  | 2009  | 2010  | 2011  | 2012  | 2013  | 2014  | 2015  |
| --------- | ----- | ----- | ----- | ----- | ----- | ----- | ----- | ----- | ----- | ----- | ----- | ----- |
| Население | 79987 | 85294 | 82901 | 85833 | 92243 | 88943 | 88193 | 87404 | 87006 | 86719 | 86715 | 86599 |

## Административное устройство
Район подразделяется на 17 общин.

### Городские общины
1. Бад-Родах (6 488)
2. Зеслах (4 078)
3. Нойштадт-бай-Кобург (16 573)
4. Рёденталь (13 900)

### Общины
1. Ахорн (4 552)
2. Вайдхаузен-бай-Кобург (3 350)
3. Вайтрамсдорф (5 115)
4. Гросхайрат (2 593)
5. Груб-ам-Форст (3 123)
6. Дёрфлес-Эсбах (3 886)
7. Зоннефельд (5 293)
8. Ицгрунд (2 317)
9. Лаутерталь (4 163)
10. Медер (4 031)
11. Нидерфюлльбах (1 659)
12. Унтерзимау (4 225)
13. Эберсдорф-бай-Кобург (6 315)

### Межобщинные территории
1. Гельнхаузен (нем. Gellnhausen) (2,80 км²)
2. Калленбергер-Форст-Вест (нем. Callenberger Forst-West) (2.32 км²)
3. Кёльнхольц (нем. Köllnholz) (0.90 км²)

### Объединения общин

#### Административное сообществоГруб-ам-Форст
1. Груб-ам-Форст (3 123)
2. Нидерфюлльбах (1 659)